# Powiat Bátonyterenye
Powiat Bátonyterenye (węg. Bátonyterenyei járás) – jeden z sześciu powiatów komitatu Nógrád na Węgrzech. Siedzibą władz jest miasto Bátonyterenye.

## Miejscowości powiatu Bátonyterenye
- Bátonyterenye
- Dorogháza
- Kisbárkány
- Lucfalva
- Márkháza
- Mátramindszent
- Mátranovák
- Mátraterenye
- Mátraverebély
- Nagybárkány
- Nagykeresztúr
- Nemti
- Sámsonháza
- Szuha